# میزوکی سانو
میزوکی سانو (انگلیسی: Mizuki Sano؛ زادهٔ ۲۶ سپتامبر ۱۹۷۳) بازیگر، و صداپیشگی در ژاپن اهل ژاپن است.